# 731 f.Kr.
| 731 f.Kr.          |
| ------------------ |
| Dødsfald - Fødsler |

## Begivenheder
Tekst mangler, hjælp os med at skrive teksten